# 皮斯托夫
皮斯托夫是奥地利施蒂利亚州莱布尼茨县的一个市镇。总面积13.57平方公里，总人口1461人，人口密度107.7人/平方公里（2005年）。